# El gigante de hierro
El gigante de hierro es una película de animación de ciencia ficción, dirigida por Brad Bird para la división de animación de Warner Bros. Se basa en la novela El hombre de hierro del escritor británico Ted Hughes y su guion fue redactado por Tim McCanlies a partir de un tratamiento de la historia del propio Bird. Los personajes principales tienen las voces de Eli Marienthal, Christopher McDonald, Jennifer Aniston, Harry Connick, Jr., John Mahoney y Vin Diesel. Ambientada en 1957, en plena Guerra Fría, la película trata sobre un niño llamado Hogarth Hughes que descubre y entabla amistad con un robot gigante que ha caído del espacio. Con la ayuda del artista Dean McCoppin, intentan evitar que el Ejército de los Estados Unidos y Kent Mansley, un paranoico agente del FBI, encuentren y destruyan al gigante.
El desarrollo de la película comenzó en 1994 en forma de musical con la implicación de Pete Townshend, de la banda The Who, aunque el proyecto no tomó verdadera forma hasta que Bird fue contratado como director y este fichó a McCanlies como guionista en 1996. La película se creó con animación tradicional, aunque el gigante protagonista es una imagen generada por computadora. La película fue creada con un reducido equipo de artistas y con la mitad de tiempo y presupuesto que otros largometrajes de animación. La banda sonora fue compuesta por Michael Kamen e interpretada por la Orquesta Filarmónica Checa.
El estreno de El gigante de hierro tuvo lugar en el Teatro Chino Mann's de Los Ángeles el 31 de julio de 1999 y se estrenó en todo el mundo el día 6 de agosto. En su exhibición en cines el filme tuvo una baja recaudación, pues solo recaudó 31,3 millones de dólares frente a un presupuesto de producción de 50 millones, algo que se atribuyó a la inusualmente pobre campaña publicitaria de Warner y al escepticismo hacia sus producciones de animación después del fracaso de la anterior Quest for Camelot. Sin embargo, la película recibió alabanzas generales de la crítica de cine, que elogió la historia, la animación, los personajes y al robot del título, así como las interpretaciones de los actores de voz. El filme fue nominado a diversos premios y ganó nueve premios Annie de quince nominaciones. A través de su estreno en vídeo doméstico y su exhibición en televisión, El gigante de hierro se ha convertido en una película de culto que hoy es recordada como un clásico moderno del cine de animación. En 2015 una versión extendida y remasterizada fue reestrenada en cines y publicada en disco Blu-ray al año siguiente.

## Argumento
Durante la Guerra Fría, poco después de que la Unión Soviética lance el Sputnik 1 en octubre de 1957, un objeto desconocido proveniente del espacio se estrella en el océano cerca de la costa de Maine, y luego ingresa al bosque cerca de la ciudad de Rockwell. Hogarth Hughes, de nueve años, investiga en el área luego de atestiguar disturbios eléctricos, y encuentra un robot gigante que intenta comer las líneas de transmisión de una subestación eléctrica. Hogarth finalmente se hace amigo del gigante, encontrándolo dócil y curioso, además de amnésico. Cuando el gigante se come las vías del ferrocarril en el camino de un tren que se aproxima, el tren choca con él y descarrila, y Hogarth aleja al Gigante de la escena, descubriendo que puede repararse por sí mismo. Mientras está allí, Hogarth le muestra a su enorme amigo los cómics de las aventuras de Superman.
Los incidentes llevaron a un fanfarrón, cobarde y paranoico agente de gobierno estadounidense llamado Kent Mansley a Rockwell. Sospecha la participación de Hogarth después de hablar con él y su madre viuda, Annie, y alquila una habitación en su casa para vigilarlo. Sin embargo, el niño evade inteligentemente a Kent y mueve al Gigante a un depósito de chatarra de propiedad del artista beatnik Dean McCoppin, quien a regañadientes acepta quedarse con él. Hogarth disfruta su tiempo con el gigante, pero se ve obligado a explicarle el significado de la "muerte" después de presenciar a cazadores que matan a un ciervo.
Kent logra encontrar evidencia de que Hogarth ha estado con el gigante y lo obliga a confesar, amenazándolo con alejarlo de su madre si miente o encubre al Gigante. Acto seguido, manda a traer un contingente del Ejército de los Estados Unidos. Dirigido por el general Shannon Rogard, llegan al depósito de chatarra para "probar" la existencia del Gigante, pero Dean los engaña al fingir que el Gigante es una de sus obras camuflándolo con piezas de metal, en conjunto con Hogarth quien logró escapar de Kent la noche anterior y advertir a Dean. Rogard, furioso por la aparente falsa alarma, se prepara para irse con sus fuerzas después de reprender y despedir a Kent por su fracaso. Luego, Hogarth continúa divirtiéndose con el Gigante jugando con una pistola de juguete, pero inadvertidamente activa el sistema defensivo del Gigante, quien le dispara inconscientemente un gran rayo de plasma. Dean ordena al Gigante que retroceda mientras protege a Hogarth, y el gigante, asustado, huye del lugar mientras que Hogarth lo persigue. Dean, al ver la pistola de Hogarth, se da cuenta de que el Gigante sólo actuaba en defensa propia y alcanza a Hogarth en su moto mientras siguen al Gigante.
El gigante salva a dos niños que caen de un techo cuando llega, ganándose a la gente del pueblo. Kent convence a Rogard para que regrese a Rockwell cuando vea al Gigante en la ciudad mientras abandona Rockwell; el ejército ataca al gigante después de que había recogido a Hogarth, obligando a los dos a huir juntos. Inicialmente evaden a los militares utilizando el sistema de vuelo del Gigante, pero el Gigante es derribado y se estrella contra el suelo. Hogarth queda inconsciente, pero el Gigante, pensando que Hogarth está muerto cede por completo a su sistema defensivo en un ataque de rabia y dolor y ataca a los militares, transformándose en una imparable máquina de guerra y regresando a Rockwell.  Mientras tanto, Kent convence a Rogard para que prepare un lanzamiento de misiles nucleares desde USS Nautilus (SSN-571), ya que las armas convencionales resultan ineficaces. Dean y Annie reviven a Hogarth, quien regresa a tiempo para calmar al gigante antes de que destruya a un navío entero con su arma principal de energía mientras Dean le aclara la situación a Rogard. El general está listo para retirarse cuando Kent, en un ataque de paranoia, ordena impulsivamente el lanzamiento del misil haciendo que el misil se dirija hacia Rockwell, donde matará a todos. Kent intenta escapar, pero el Gigante lo detiene y Rogard lo arresta por sus acciones. Para salvar la ciudad, el Gigante se despide de Hogarth y vuela para interceptar el misil. Mientras se eleva directamente en el camino del cohete, el Gigante recuerda las palabras de Hogarth "Tú eres quien eliges ser", sonríe con satisfacción y dice "Superman" mientras choca contra el arma. El misil explota en la atmósfera, salvando a Rockwell, su población y las fuerzas militares cercanas, pero a costa de la vida misma del Gigante, dejando a Hogarth devastado.
Meses más tarde, un monumento conmemorativo del gigante se encuentra en Rockwell, y Dean y Annie comienzan una relación. Hogarth recibe un paquete de Rogard, que contiene un tornillo del gigante, que es el único remanente encontrado. Esa noche, Hogarth encuentra que el tornillo trata de moverse por sí solo y, recordando la capacidad del Gigante para autorrepararse, permite felizmente que el cerrojo se vaya. El cerrojo se une a muchas otras partes cuando convergen en la cabeza del Gigante en el glaciar Langjökull en Islandia, y sonríe cuando comienza a volver a ensamblarse.

## Producción
Debido a que la película transcurre en los años 1950, los animadores estudiaron varias animaciones de Chuck Jones en esa década y varios de los últimos largometrajes animados de Walt Disney, realizados en xerografía, que transcurren en un ambiente contemporáneo, como 101 dálmatas y Los Aristogatos.

## Voces originales
- Eli Marienthal como Hogarth Hughes.
- Jennifer Aniston como Annie Hughes.
- Vin Diesel como el gigante de hierro.
- Christopher McDonald como Kent Mansley.
- Harry Connick, Jr. como Dean McCoppin.
- John Mahoney como el general Shannon Rogard.
- M. Emmet Walsh como Earl Stutz.
- James Gammon como Marv Loach.
- Cloris Leachman como Sra. Tensedge.[6]

## Doblaje
| Personaje                      | Actor original Estados Unidos | Actor de Doblaje España | Actor de Doblaje Hispanoamericano |
| ------------------------------ | ----------------------------- | ----------------------- | --------------------------------- |
| Hogarth Hughes                 | Eli Marienthal                | Masumi Mutsuda          | Héctor Emmanuel Gómez             |
| Gigante de Hierro              | Vin Diesel                    | Víctor Valverde         | César Soto                        |
| Dean McCoppin                  | Harry Connick Jr.             | Alejandro 'Peyo' García | Arturo Mercado Jr.                |
| Annie Hughes, madre de Hogarth | Jennifer Aniston              | María Antonia Rodríguez | María Fernanda Morales            |
| General Rogard                 | John Mahoney                  | Juan Fernández Mejías   | César Soto                        |
| Kent Mansley                   | Christopher McDonald          | Roberto Encinas         | Raúl de la Fuente                 |
| Earl Stutz                     | Michael Emmet Walsh           | Luis Mas                | Humberto Vélez                    |
| Marv Loach                     | James Gammon                  | Fernando Hernández      | Francisco Colmenero               |
| Maine Man                      | Rodger Bumpass                |                         | Arturo Mercado                    |
| Maine Woman                    | Mickie McGowan                |                         | Ángela Villanueva                 |
| Soldados                       | Phil Proctor                  |                         | Daniel Abundis                    |
| Soldados                       | Phil Proctor                  | Francisco Colmenero     |                                   |
| Soldados                       | Phil Proctor                  | Ricardo Silva           |                                   |
| Soldados                       | Phil Proctor                  | Herman López            |                                   |

## Lanzamiento

### Estreno en cines
El gigante de hierro se abrió el 6 de agosto de 1999 en Estados Unidos en 2179 salas de cine.

### DVD
Fue lanzada en  VHS el 23 de noviembre de 1999.  El DVD  fue lanzado el 16 de noviembre de 2004 y en 2015 la edición signature para coleccionistas en Disco Blu-ray.

## Recepción

### Taquilla
Se situó en el puesto número 9 acumulando $ 5 732 614 durante su primer fin de semana. La película llegó a recaudar $ 23 159 305 a nivel nacional y $ 8 174 612 a nivel internacional para hacer un total de $ 31 333 917 en todo el mundo. No pudo recuperar su presupuesto de 50 millones de dólares en taquilla. 

### Crítica
El sitio Rotten Tomatoes le dio un 96% de acuerdo con 139 críticas y le gustó al 90% de la audiencia, mientras que en Metacritic tuvo un 85% de aceptación y un 8.9 de votos del público.

## Reconocimientos

#### Premios Annie[12]
| Categoría                                                           | Persona         | Resultado |
| ------------------------------------------------------------------- | --------------- | --------- |
| Mejor película                                                      | Brad Bird       | Ganador   |
| Mejores efectos animados                                            | Allen Foster    | Ganador   |
| Mejor animación de personajes                                       | Steve Markowski | Ganador   |
| Dirección de largometraje animado                                   | Brad Bird       | Ganador   |
| Mejor banda sonora en largometraje animado                          | Michael Kamen   | Ganador   |
| Mejor diseño de personajes en producción de un largometraje animado | Alan Bordner    | Ganador   |
| Mejor storyboard en largometraje animado                            | Mark Andrews    | Ganador   |
| Mejor actuación de voz                                              | Eli Marienthal  | Ganador   |

#### Premios Nebula[13]
| Categoría   | Nominados                | Resultados |
| ----------- | ------------------------ | ---------- |
| Mejor guion | Brad Bird, Tim McCanlies | Nominada   |

#### Premios Hugo
| Categoría   | Nominados                             | Resultados |
| ----------- | ------------------------------------- | ---------- |
| Mejor guion | Brad Bird, Tim McCaniles y Ted Hughes | Nominada   |

## Banda sonora
1. Blast Off - The Tyrones
2. Rockin' in Orbit - Jimmie Haskell
3. Kookies Mad Pad - Edd "Kookie" Byrnes
4. Salt and Peanuts - The Nutty Squirrels
5. Comin' Home Baby - Mel Tormé
6. Cha-Hua-Hua - Eddie Platt
7. Let's Do the Cha-Cha - The Magnificents
8. Blues Walk - Lou Donaldson
9. I Got a Rocket in My Pocket - Jimmy Lloyd
10. Searchin' - The Coasters
11. Honeycomb - Jimmie Rodgers
12. Destination Moon - The Ames Brothers
13. You Can Be... - Michael Kamen
14. ...Who You Choose to Be - Michael Kamen[14]